# Effectif actuel des Maple Leafs de Toronto
| No    | Nom                  | Nat. | Position                   | Arrivée                        | Salaire        |
| ----- | -------------------- | ---- | -------------------------- | ------------------------------ | -------------- |
| +041, | Anthony Stolarz      |      | Gardien                    | 2024 - Agent libre             | +02 500 000, $ |
| +060, | Joseph Woll          |      | Gardien                    | 2016 - Repêchage               | +03 666 667, $ |
| +002, | Simon Benoit         |      | Défenseur                  | 2023 - Agent libre             | +01 350 000, $ |
| +008, | Christopher Tanev    |      | Défenseur                  | 2024 - Stars de Dallas         | +04 500 000, $ |
| +022, | Jake McCabe          |      | Défenseur                  | 2023 - Blackhawks de Chicago   | +04 513 102, $ |
| +025, | Brandon Carlo        |      | Défenseur                  | 2025 - Bruins de Boston        | +04 100 000, $ |
| +044, | Morgan Rielly – A    |      | Défenseur                  | 2012 - Repêchage               | +07 500 000, $ |
| +051, | Philippe Myers       |      | Défenseur                  | 2024 - Agent libre             | +00850 000, $  |
| +095, | Oliver Ekman-Larsson |      | Défenseur                  | 2024 - Agent libre             | +03 500 000, $ |
| -     | Henry Thrun          |      | Défenseur                  | 2025 - Sharks de San José      | +01 000 000, $ |
| +011, | Max Domi             |      | Ailier/Centre              | 2023 - Agent libre             | +03 750 000, $ |
| +018, | Steven Lorentz       |      | Centre/Ailier gauche       | 2024 - Agent libre             | +01 350 000, $ |
| +019, | Calle Järnkrok       |      | Centre                     | 2022 - Agent libre             | +02 100 000, $ |
| +023, | Matthew Knies        |      | Ailier gauche/Ailier droit | 2021 - Repêchage               | +07 750 000, $ |
| +024, | Scott Laughton       |      | Centre/Ailier gauche       | 2025 - Flyers de Philadelphie  | +03 000 000, $ |
| +034, | Auston Matthews – C  |      | Centre                     | 2016 - Repêchage               | +13 250 000, $ |
| +055, | Nicolas Roy          |      | Centre/Ailier droit        | 2025 - Golden Knights de Vegas | +03 000 000, $ |
| +063, | Matias Maccelli      |      | Ailier                     | 2025 - Mammoth de l'Utah       | +03 425 000, $ |
| +064, | David Kämpf          |      | Centre                     | 2021 - Agent libre             | +02 400 000, $ |
| +065, | Michael Pezzetta     |      | Ailier gauche/Centre       | 2025 - Agent libre             | +00812 500, $  |
| +074, | Robert McCann        |      | Centre/Ailier gauche       | 2023 - Agent libre             | +01 350 000, $ |
| +088, | William Nylander     |      | Ailier droit               | 2014 - Repêchage               | +11 500 000, $ |
| +091, | John Tavares – A     |      | Centre                     | 2018 - Agent libre             | +04 388 420, $ |